# ウォーターリスクマネジメント協会
一般社団法人ウォーターリスクマネジメント協会（ウォーターリスクマネジメントきょうかい、英称：WATER RISK MANAGEMENT ASSOCIATION、略称：WRMA）は、水上オートバイによるレスキュー活動の普及を目的に設立された一般社団法人で、水上バイク愛好者をはじめ官公庁や企業、団体で構成されている。

## 沿革
- 2001年8月17日 - 設立。
- 2008年12月25日 - 社団法人として再登記。
- 2013年2月20日 - 一般社団法人として登記。